# ماغ (شهر)
ماغ (بالبنجابية:ਮਾਘ) هو الشهر الحادي عشر حسب التقويم السيخي، ويتزامن ما بين 13 يناير و 11 فبراير من التقويم الغريغوري ومكون من 30 يوم.

## روابط خارجية
- www.dsl.pipex.com
- www.sikhitothemax.com SGGS Page 133
- www.srigranth.org SGGS Page 133
- www.sikhcoalition.org